# Wanilla Land Settlement Conservation Park
Wanilla Land Settlement Conservation Park är en park i Australien. Den ligger i delstaten South Australia, omkring 270 kilometer väster om delstatshuvudstaden Adelaide. Wanilla Land Settlement Conservation Park ligger 88 meter över havet.
Trakten runt Wanilla Land Settlement Conservation Park är nära nog obefolkad, med mindre än två invånare per kvadratkilometer.. Närmaste större samhälle är Wangary, omkring 18 kilometer väster om Wanilla Land Settlement Conservation Park.
Trakten runt Wanilla Land Settlement Conservation Park består till största delen av jordbruksmark. Genomsnittlig årsnederbörd är 585 millimeter. Den regnigaste månaden är juni, med i genomsnitt 126 mm nederbörd, och den torraste är januari, med 16 mm nederbörd.